# Rotonda (ferrocarril)

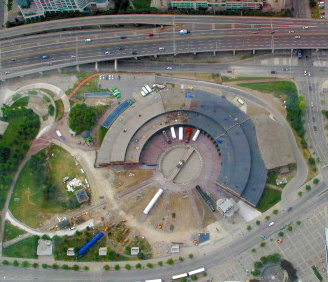
Una rotonda y sus naves en el Parque Roundhouse en el Centro de Toronto.

Una rotonda de ferrocarril ―también conocidas como Casa de máquinas― es un edificio de forma circular o semicircular utilizado por los ferrocarriles para dar servicio y almacenar locomotoras. Tradicionalmente, aunque no siempre es el caso hoy en día, estos edificios rodeaban o estaban adyacentes a una mesa giratoria.

## En el mundo

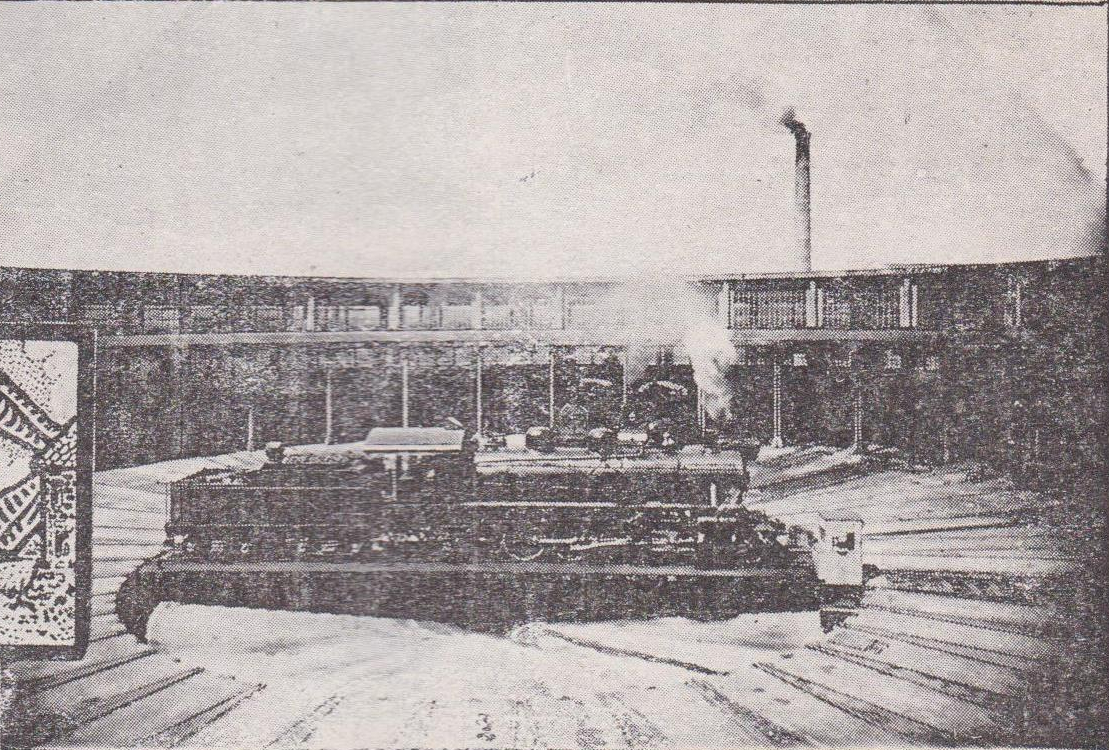
Rotonda en la maestranza de San Eugenio, Chile (1929).

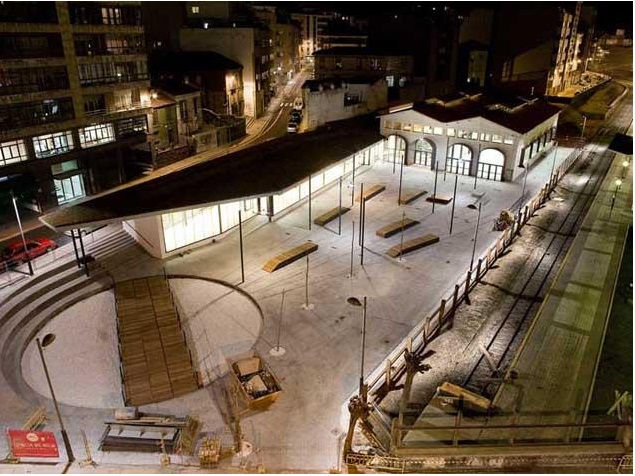
Placa giratoria (izquierda) inscrita en el centro cultural "Espacio Vías", en terrenos cedidos por la Estación de León-Matallana en León

### Chile
En Chile ―donde son conocidas como "casas de máquinas"― varias rotondas fueron construidas para el almacenamiento de locomotoras; algunas de ellas como la casa de máquina de la ciudad de Temuco han sido restauradas luego de ser declarada como monumento histórico nacional para ser parte del Museo Nacional Ferroviario Pablo Neruda. Otras lugares que poseen este tipo de edificio son la Maestranza Barón en Valparaíso, y la Maestranza San Eugenio en Santiago.

### España
En España se conservan algunas rotondas, en diverso estado de conservación. La mayoría se encuentran en abandono, como es el caso del Depósito de Locomotoras de Valladolid, o fueron demolidas, como la de Atocha (Madrid) o San Jerónimo (Sevilla). En los casos más felices, se integran en museos del ferrocarril, como muestra el Museo del Ferrocarril de Cataluña en Villanueva y Geltrú o en espacios culturales de la ciudad como la que se encuentra en la Estación de León-Matallana en León. 

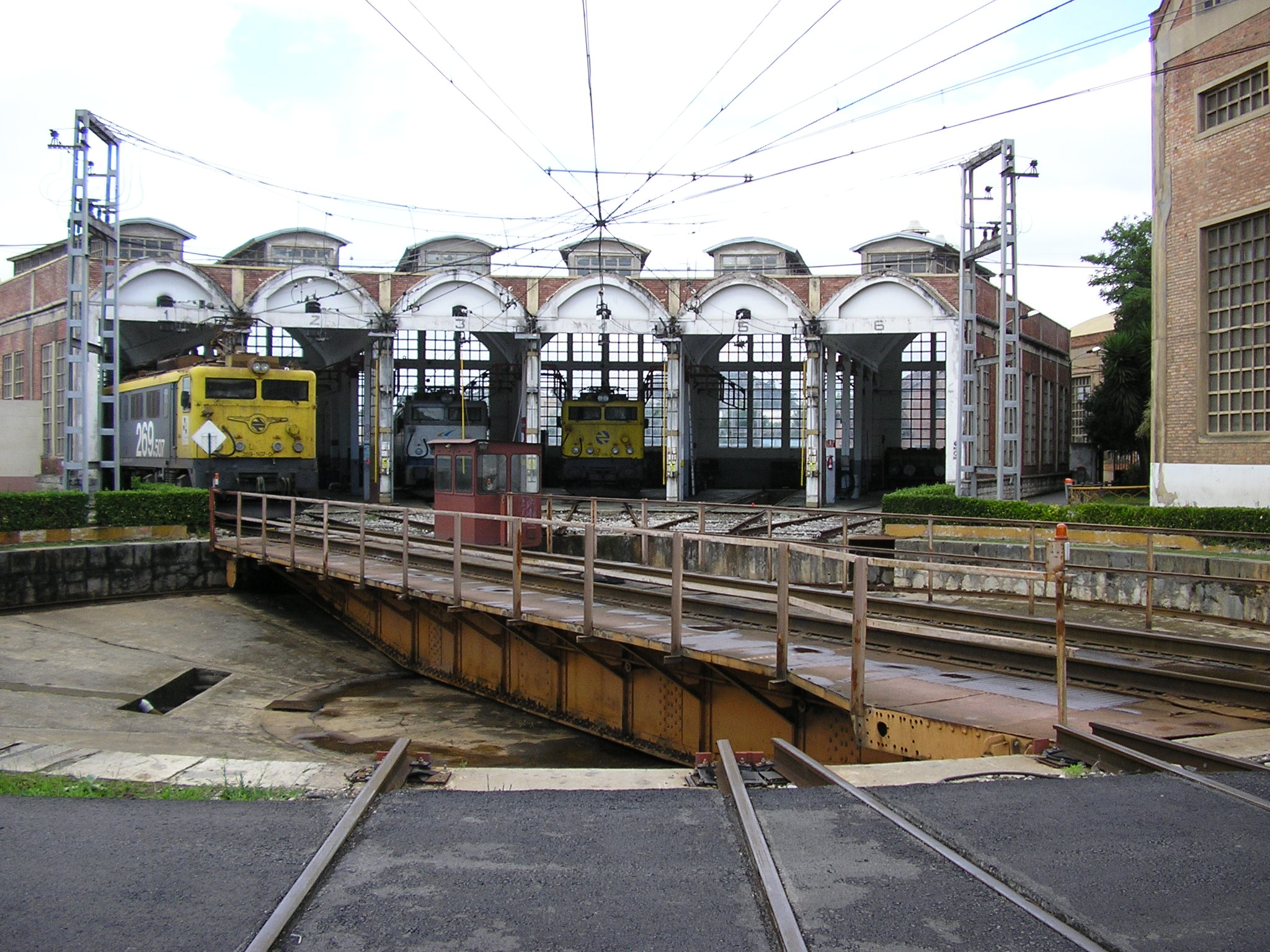
Placa giratoria, llamada también rotonda, en el taller ferroviario de Cajo, Santander. Permite distribuir el paso de las locomotoras a los diferentes lugares de trabajo. En el año de la foto, 2005, estaba electrificado.

Un caso excepcional es el taller de Cajo, en Santander, Cantabria: la rotonda se utiliza todavía (año 2016) para el mantenimiento de locomotoras.